# ウルトラバイオレット&ブラックスコーピオン
ウルトラバイオレット&ブラックスコーピオン（Ultra Violet & Black Scorpion）は、アメリカ合衆国のディズニー・チャンネルで2022年6月3日から11月11日まで放送されたテレビドラマ。日本では2022年10月30日からディズニー・チャンネルで放送された。本作は、バイオレットという少女が不思議な力を得たマスクでスーパーヒーローとして活躍する物語となっている。

## 登場人物
ウルトラ・バイオレット/バイオレット・ロドリゲス
演 - スカーレット・エスティーヴズ、声 - 内山茉莉
ブラック・スコーピオン/クラッツ・デ・ラ・ベガ
演 - JR・ビジャレアル、声 - 不明
ニナ・ロドリゲス
演 - マリアナ・ブレッリ、声 - 小林加奈
ルイス・レオン
演 - ブライアン・ブランコ、声 - 遠藤さき
ミラドラ
演 - 不明、声 - 弓野真紀

## エピソード
| #  | 邦題                         | 原題                                 |
| -- | ---------------------------- | ------------------------------------ |
| 1  | 魔法のマスク                 | The Violet Behind the Ultra          |
| 2  |                              | You Like Me! You Really Like Me!     |
| 3  |                              | Lucha Royale                         |
| 4  | お泊会の大バトル             | Sleepover Showdown                   |
| 5  | 12のマスクの伝説             | The Legend of the Twelve Masks       |
| 6  | チズメ! チズメ! 危険な特ダネ | ¡Chisme! ¡Chisme! Read All About It! |
| 7  | 恋のキューピッド             | Ultra Matchmaker                     |
| 8  | ヤバい！顔を見られた!?       | Ultra Violet Unmasked                |
| 9  | カスカーダ                   | Cascada                              |
| 10 |                              | Lucha Rules!                         |
| 11 |                              | Ultra Friend, Ultra Flake            |
| 12 |                              | Forgive Me Not                       |
| 13 |                              | Highkey Anxiety                      |
| 14 |                              | Luis León Won't Go Home              |
| 15 |                              | Unleash the Cape AKA:Cape Night      |
| 16 |                              | Ultra Violet vs. Black Scorpion      |

## 日本語版スタッフ
- 翻訳 - 首藤千恵[6]
- 演出 - 山本洋平
- 録音制作 - ACクリエイト

## 配信
アメリカではDisney+で2022年6月3日から2023年3月27日まで配信された。日本語音声もあったらしく、日本では配信されなかった。